# M3 Bradley
Кавалерійська бойова машина M3 «Бредлі», (англ. M3 Bradley Cavalry Fighting Vehicle (CFV)) — бойова розвідувальна машина американського виробництва, що перебуває на озброєнні розвідувальних підрозділів армії США. Назву отримала на честь славетного воєначальника часів Другої світової війни генерала армії Омара Бредлі.

## Історія
Бойова розвідувальна машина БРМ М3 «Бредлі» почала розроблятися навесні 1972 року американською компанією «Юнайтед дифенс граунд системз Дівіжн». У відповідності до замовлення міністерства армії США роботи по створенню двох машин: IFV (англ. Infantry Fighting Vehicle) — БМП для перевезення піхотного відділення і CFV (англ. Cavalary Fighting Vehicle) — БРМ з екіпажем 5 чоловіків велися одночасно за об'єднаною програмою FVS (англ. Fighting Vechide System). У результаті були створені дві машини — бойова машина піхоти М2 «Бредлі» і броньована розвідувальна машина М3 «Бредлі», які надійшли на озброєння армії США в 1981 році.
БРМ зовні мало відрізняється від БМП; її головні відмінності — заглушені кришками на клепки амбразури, відсутність оглядових блоків на правому борту і додаткові антени. Збільшено боєкомплект основного озброєння (до 1 500 снарядів, 4 300 набоїв, 10 ракет), прибрано протимінне посилення днища.

## Компонування
Компонування БРМ М3 «Бредлі» виконане з переднім розташуванням моторно-трансмісійного відділення і кормовим розташуванням десантного, в якому розміщені два розвідника-спостерігача, що мають у своєму розпорядженні РЛС наземної розвідки AN/PPS-15 (дальність виявлення людини — 1 500 м, машини — 3 000 м з точністю до 10 м по дальності і ± 1,2° по азимуту), радіостанції AN/VRC-12 і AN/PRC-77, прилади нічного бачення тощо. Також для виконання спеціальних завдань у десантному відділенні знаходиться мотоцикл.
Корпус і башта бойової машини виконані з алюмінієвої броні. Попереду і по бортах корпусу машини рознесене комбіноване бронювання сталь-алюміній з заповненням внутрішнього простору між листами поліуретановою піною.

## Озброєння
На корпусі БРМ М3 «Бредлі» в середній його частині, котра трохи зміщена до правого борту, встановлена двомісна башта з автоматичною 25-мм гарматою М242 «Бушмастер», стабілізованою у двох площинах наведення і спареним з нею 7,62-мм кулеметом М240. У башті ліворуч від гармати розташовується навідник, праворуч — командир. Над ними є люки з відкидними назад кришками. По бортах башти в передній її частині встановлено чотирьохствольні димові гранатомети. На лівій стороні башти БРМ М3 «Бредлі» змонтована пускова установка ПТРК «Тоу».
25-мм гармата М242 «Бушмастер» розробки фірми «Г'юз Гелікоптерз» і «Мак Доннел Дуглас» (проект «Chain gun») має зовнішній ланцюговий привід автоматики і двострічкову систему живлення снарядами, що допускає швидкий перехід з одного типу пострілів на іншій. Електродвигун потужністю 1,5 к.с. рушить роликовий ланцюг, пов'язаний з рамою затвора, із затвором та механізмом живлення боєприпасами. Гармата має три режими вогню — поодинокими пострілами і чергами з темпом стрільби 100 або 200 постр./хв., максимальна швидкострільність — 500 постр./хв. Боєкомплект становлять 1 500 унітарних пострілів, з яких 300 (зазвичай 225 з осколково-фугасними й 75 з бронебійними снарядами) споряджені й укладені в башті, а 600 перебувають у боєукладці в корпусі. Маска гармати втоплена в «тілі» башти.
Бронебійний підкаліберний трасувальний снаряд постріл М791 з піддоном, що виділяється, при масі 137 г має початкову швидкість 1 335 м/с і на дистанції 1 000 м пробиває гомогенну броню товщиною до 66 мм, а на дальності до 2 500 м здатний уразити бортову броню радянської БМП-1. Час польоту на 1 000 м — 0,8 с. Пізніше був прийнятий постріл М919 з більшою бронебійністю снаряда.
Осколково-фугасний трасувальний снаряд пострілу М792 має меншу настильну траєкторію, час польоту на дальність 1 000 м — близько 1,2 с.
Для навчання використовується постріл М793 з практичним снарядом; можуть також використовуватися 25-мм постріли швейцарської фірми «Ерлікон».
На стволі гармати кріпиться щілинне дулове гальмо реактивної дії. Кут нахилу гармати до — 10°, піднесення — до + 60°, тобто можлива стрільба по повітряних цілях. Прицільна дальність стрільби до 1800—2000 м.

## Силова установка
У моторно-трансмісійному відділенні встановлений V-подібний 8-циліндровий двигун VTA-903T. БРМ М3 «Бредлі» має можливість подолання водних перешкод уплав зі швидкістю 7 км/год за рахунок прокручування гусениць.